# Torneo Competencia 1943
El Torneo Competencia 1943 fue la quinta edición del Torneo Competencia. Compitieron los diez equipos de Primera División. El campeón fue Peñarol. La forma de disputa fue de un torneo a una rueda todos contra todos.

## Posiciones
| Puesto | Equipo         | Pts | PJ | PG | PE | PP | GF | GC | Dif |
| ------ | -------------- | --- | -- | -- | -- | -- | -- | -- | --- |
| 1.º    | Peñarol        | 15  | 9  | 7  | 1  | 1  | 21 | 5  | 16  |
| 2.º    | Rampla Juniors | 12  | 9  | 5  | 2  | 2  | 22 | 14 | 8   |
| 3.º    | Nacional       | 12  | 9  | 4  | 4  | 1  | 27 | 21 | 6   |
| 4.º    | Wanderers      | 10  | 9  | 3  | 4  | 2  | 17 | 17 | 0   |
| 5.º    | Liverpool      | 9   | 9  | 3  | 3  | 3  | 20 | 20 | 0   |
| 6.º    | Sud América    | 9   | 9  | 4  | 1  | 4  | 17 | 19 | -2  |
| 7.º    | Central        | 8   | 9  | 2  | 4  | 3  | 14 | 14 | 0   |
| 8.º    | Defensor       | 6   | 9  | 2  | 2  | 5  | 16 | 20 | -4  |
| 9.º    | Racing         | 5   | 9  | 1  | 3  | 5  | 11 | 21 | -10 |
| 10.º   | Miramar        | 4   | 9  | 0  | 4  | 5  | 13 | 27 | -14 |

## Resultados
| Peñarol        | 4-0 | Sud América |
| Central        | 1-1 | Nacional    |
| Wanderers      | 3-1 | Defensor    |
| Rampla Juniors | 4-1 | Liverpool   |
| Racing         | 0-0 | Miramar     |

| Nacional    | 4-2 | Defensor       |
| Peñarol     | 3-1 | Liverpool      |
| Sud América | 2-1 | Racing         |
| Wanderers   | 0-0 | Rampla Juniors |
| Miramar     | 2-2 | Central        |

| Peñarol        | 3-1 | Defensor    |
| Nacional       | 5-3 | Miramar     |
| Rampla Juniors | 3-0 | Racing      |
| Wanderers      | 4-3 | Central     |
| Liverpool      | 6-3 | Sud América |

| Rampla Juniors | 6-4 | Nacional    |
| Peñarol        | 2-0 | Central     |
| Wanderers      | 2-1 | Racing      |
| Liverpool      | 3-0 | Miramar     |
| Defensor       | 3-2 | Sud América |

| Peñarol        | 3-0 | Miramar     |
| Nacional       | 3-3 | Wanderers   |
| Central        | 1-0 | Defensor    |
| Racing         | 3-3 | Liverpool   |
| Rampla Juniors | 2-0 | Sud América |

| Nacional    | 6-3 | Racing         |
| Peñarol     | 2-1 | Rampla Juniors |
| Sud América | 3-0 | Central        |
| Defensor    | 4-4 | Miramar        |
| Liverpool   | 3-1 | Wanderers      |

| Wanderers   | 0-0 | Peñarol        |
| Nacional    | 1-1 | Liverpool      |
| Racing      | 1-0 | Defensor       |
| Sud América | 2-0 | Miramar        |
| Central     | 5-0 | Rampla Juniors |

| Racing         | 1-1 | Central   |
| Rampla Juniors | 5-1 | Miramar   |
| Sud América    | 3-1 | Wanderers |
| Defensor       | 4-1 | Liverpool |
| Nacional       | 1-0 | Peñarol   |

| Peñarol        | 4-1 | Racing    |
| Sud América    | 2-2 | Nacional  |
| Central        | 1-1 | Liverpool |
| Wanderers      | 3-3 | Miramar   |
| Rampla Juniors | 1-1 | Defensor  |